# Distretto di Baita
Il distretto di Baita (白塔区S, Báitǎ QūP) è un distretto della Cina, situato nella provincia di Liaoning e amministrato dalla prefettura di Liaoyang.